# Corydon (Indiana)

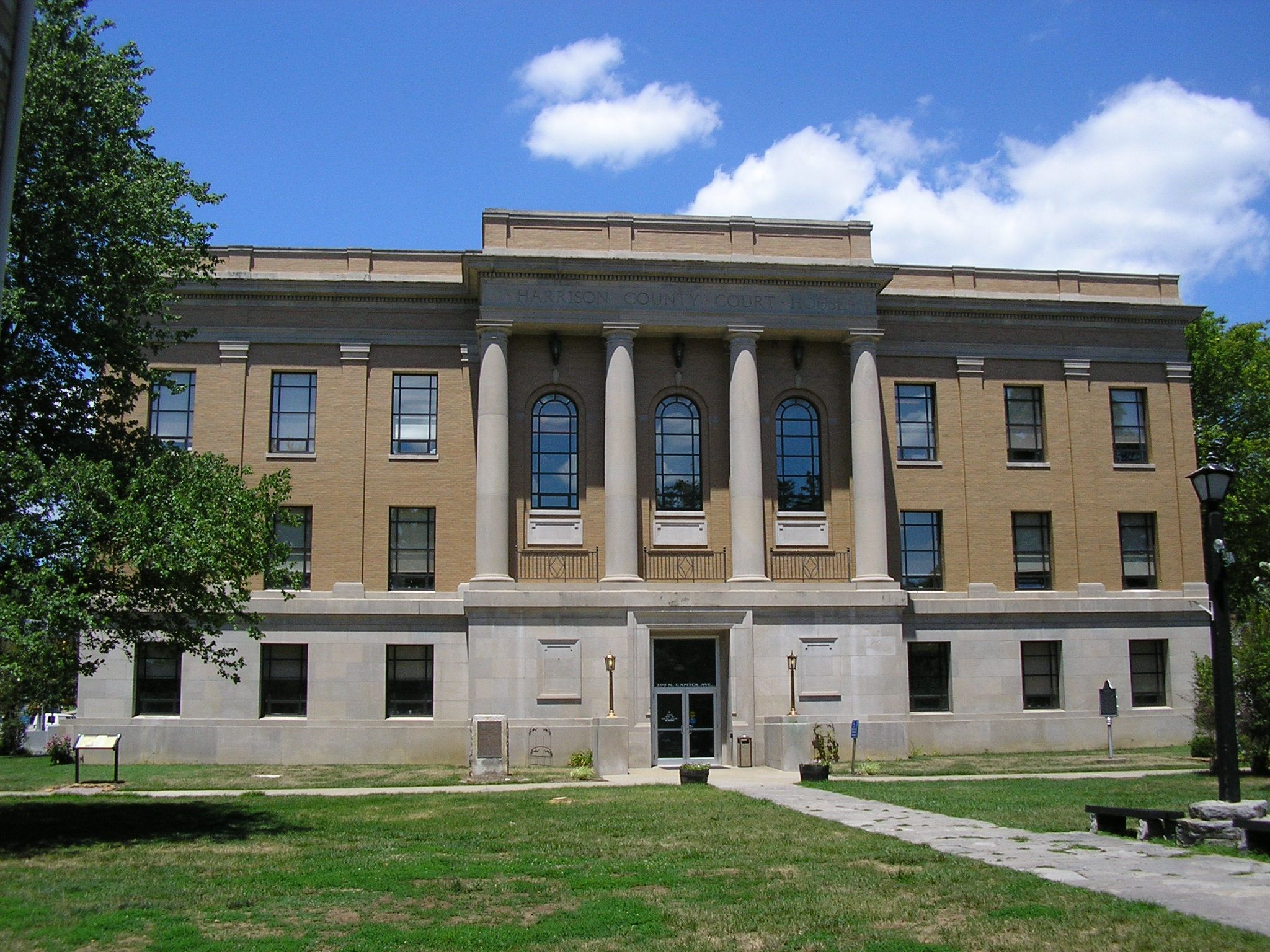
Harrison County Courthouse in Corydon

Corydon ist eine Town im Harrison Township in Indiana. Sie liegt nördlich des Ohio River im äußersten Süden des US-Bundesstaates Indiana und ist Regierungssitz des Harrison County.

## Geschichte
Corydon wurde 1808 gegründet. Von 1813 bis 1816 war Corydon die Hauptstadt des Indiana-Territoriums und war auch die erste Hauptstadt des neu gegründeten Staates Indiana. Allerdings wurde 1821 Indianapolis auf Initiative des Staates Indiana gegründet und wurde 1825 dessen neue Hauptstadt. Während des Sezessionskriegs fand am 9. Juli 1863 die Schlacht von Corydon statt.

## Sehenswürdigkeiten
- Old State Capitol
- Governor Hendricks' Headquarters
- Constitution Elm Memorial
- Old Treasury Building
- Battle of Corydon Memorial Park